# Орай
Орай (англ. Ori) — вигадана фракція у науково-фантастичній франшизі «Зоряна брама». Орай — агресивна релігійна гілка розвитку Древніх, що є безтілесними істотами і черпають силу з поклоніння їм. Одна з найбільш високорозвинених цивілізацій в чотирьох відомих галактиках.

## Історія

### Рання історія
Десятки, а можливо і сотні мільйонів років тому Орай жили зі своїми побратимами Древніми як єдине людське суспільство у віддаленій галактиці на планеті Селестіс. Їхнє високорозвинене суспільство вже підійшло до останньої фази своєї еволюції — Вознесіння, за якої можна було перейти на нематеріальний рівень життя. У певний момент їхньої історії в суспільстві стався ідеологічний розкол: Альтерани, які були дослідниками і вченими, присвятили себе науці і логічному обґрунтуванню речей, в той час як Орай слідували своїй релігії — «Походженню».
Спочатку обидві фракції жили в мирі і розходилися лише в поглядах на життя, але незабаром Орай почали вважати себе богами, стаючи все більш релігійними. Вони увірували в те, що ті люди, які не досягли Вознесіння, повинні їм поклонятися, а якщо вони відмовляються, то їх потрібно знищувати, бо вони — зло. Різниця у поглядах між Орай і альтеранів стала настільки великою, що одного разу Орай почали збирати армію і вирішили знищити своїх побратимів. Щоб уникнути війни, яка суперечить їхнім життєвим принципам, альтерани відступили до селища в горах, яке Орай пізніше назвали Ортус Маллум, що в перекладі означало Джерело Зла. Не бачачи шляхів вирішення конфлікту, альтерани покинули галактику на величезному кораблі-колонії і поневірялися в космосі, поки не досягли Чумацького Шляху (Авалон). З часом вони стали відомі як Древні.
У підсумку і Древні, і Орай вознеслися. Після вознесіння Орай заселили свою галактику людьми і стали поширювати релігію, звану «Походженням», серед другої еволюції людства, щоб збільшити свою силу і енергію, за рахунок поклоніння людей. В обмін на віру, Орай обіцяли знання і, в кінцевому підсумку, Вознесіння.

### Сучасна історія

#### Зустріч із землянами
У 2005 році SG-1 в печері під Гластонбері знайшли сховище Мерліна, в якому була величезна кількість золота, книги Древніх і комунікаційний пристрій. В одній з книг доктор Деніел Джексон прочитав про расу людей, альтеранами, які прибули в Чумацький Шлях після зіткнення зі своїми ворогами. Комунікаційний пристрій дозволив спілкуватися з людьми навіть на відстані десятків і сотень мільйонів світлових років, обмінюючи свідомості людей місцями. Скориставшись цим пристроєм, Вала Мал Доран і доктор Джексон помінялися свідомістю з двома жителями галактики Селестіс. Спочатку вони успішно прикидалися місцевими мешканцями, але незабаром їх розкрили і засудили Валу до спалення. Через те, що їх викрили і живцем спалили Валу на багатті, Орай дізналися про те, що Древні приховали Чумацький Шлях від них. З волі Орай, їхній жрець, пріор Досана, оголосив священний хрестовий похід в ім'я богів і наказав побудувати кораблі, які б доставили священну армію Орай в Чумацький Шлях. У планах Орай було зібрати якомога більше своїх послідовників, щоб накопичити більше сил для знищення вознесених Древніх.

#### Прихід пріорів
Поки Орай збирали армію, Досана відправив пріорів Орай в Чумацький Шлях для проповідування і навернення у свою віру. У випадку, якщо планета відмовлялася прийняти нову релігію, вона знищувалася пріором. Основною тактикою пріорів було зараження населення смертельною чумою, носієм якої виступав пріор, а потім миттєве зцілення людей, що показувало «всемогутність» Орай. Якщо люди все-таки відмовлялися поклонятися Орай, пріор дозволяв чумі знищити населення планети.
Для перекидання своїх військ Орай побудували Супер-браму, оскільки рідна галактика Орай знаходиться надто далеко для звичайного перельоту. Перша спроба побудувати Браму відбулася біля планети Калана, що належала Нації Вільних джаффа. План майже вдався, але втрутилася Вала Мал Доран, яка за допомогою свого корабля тел'так завадила завершити конструкцію. Як наслідок недобудована Супербрама вибухнула при спробі Орай пройти крізь неї. Але коли вона намагалася перенестися на земний корабель "Прометей" за допомогою транспортних кілець, це відправило її в галактику Селестіс. Там її знайшов місцевий житель Томін, ревний віруючий в Орай. Томін з народження був кульгавим, за що до нього ставилися як до покараного богами. Вала вилікувала Томіна і вийшла заміж за нього, що дозволило Томіну стати воїном і отримати повагу в рідному суспільстві.
Пізніше Орай спробували атакувати Землю, заразивши двох членів команди проекту Зоряних брам чумою. Однак Древній на ім'я Орлін втрутився, порувшивши закони вознесених, втілившись як людина на Землі. Він допоміг завершити пристрій-нейтралізатор здібностей пріорів, завдяки якому одного пріора вдалося захопити в полон. З його крові планувалося створити ліки, а також вдалося дізнатися, що  Орай почали навернення галактики тільки для того, щоб набратися сил для знищення Древніх. Пандемії на Землі завадив лідер джаффа Герак, обернений в пріора: він вилікував персонал бази Зоряної брами, а з крові зцілених було створено антидот. Експедиції поширили ліки на всіх відомих планетах, відвіданих пріорами.
Під час навернення планети Тегалус пріори скористалися новою тактикою, втрутившись у тамтешню війну. Одній зі сторін було передано креслення бойового супутника, який було побудовано і використано, щоб знищити земний «Прометей», хоча більшість команди змогла евакуюватися. В результаті на Тегалусі спалахнула ядерна війна, в якій цивілізація імовірно загинула.
Після того, як соданці відвернулися від «Походження», пріор перетворив одного з них, Вольнека, на своєрідного зомбі, якого змогли знищити, лише підірвавши. Вижити зміг тільки лідер соданців — Хейкон, а Вольнек був знищений полковником Мітчеллом і Тіл'ком. У той же самий час Деніел Джексон виявив опис спроектованої Древнім Мерліном зброї, здатної знищувати вознесених істот.
Використовуючи другий комунікаційний пристрій Древніх, Вала зв'язалася з SG-1 через доктора Джексона, щоб повідомити про те, що Орай будують флот для вторгнення в Чумацький Шлях. У рідній галактиці Орай Вала стала носієм дитини зі свідомістю одного з Орай на ім'я Орісай. Також Вала приєдналася до опору проти Орай. Після того, як план лідера підпілля Сівіса зі знищення кораблів провалився, Вала зв'язалася з Землею, щоб попередити  про те, що флот Орай вже готовий до виходу в космос і в Орай є завершена Супербрама десь в Чумацькому Шляху. Валу перервав Томін, який вбив Сівіса і ще одну учасницю опору. Але все ж Томін не вірив у винність Вали і забрав її з собою на корабель.
Земляни, ток'ра і Нація Вільних джаффа почали пошук Супербрами, а SG-1 взялися за пошуки зброї Мерліна. Представники нації Вільних джаффа виявили Супербраму і відправили флот знищити її. До них приєдналися кораблі землян «Одіссей» і «Корольов», в також лінкор азгардів, але знищити Браму не вдалося через прибуття ворожого флоту. Команда SG-1 безуспішно шукала зброю проти Орай на планеті Камелот, знайшовши лише інформацію про те, що зброя знаходиться на одній з трьох планет, на які вирушили король Артур і його лицарі в пошуках Санграаля. Тіл'к і Саманта Картер залишилися на «Одіссеї», звідки Тіл'к відправився шукати допомоги у Люшианського Союзу. Кемерон Мітчелл і доктор Джексон на «Корольові» приєдналися до союзницького Флоту Чумацького Шляху.

#### Початок походу
Похід почався битвою при планеті P3Y-229. Коли Супербрама активувалися, з рідної галактики Орай прибули чотири величезних корабля Орай. Цим кораблям протистояв флот Нації Вільних джаффа і люшианського Союзу, два крейсера землян  — «Одіссей» і «Корольов», а також один лінкор азгардів. Проте їхні зусилля виявилися марними, оскільки енергетичні щити кораблів Орай виявилися непробивними для зброї союзницького флоту. У бою всі кораблі, крім «Одіссея» і флагмана люшианського союзу, загинули. Коли бій закінчився, Вала Мал Доран на одному з кораблів Орай народила свою дочку Адрію і дізналася, що та є Орісай — Орай в людській формі, а також головнокомандувачем священної армії Орай. Це був маневр, який дозволив Орай вторгнутися в Чумацький Шлях без ризику спровокувати Древніх вступити в бій з ними.
Після битви флот Орай відправився на планету Чулак, щоб звідти почати завоювання Чумацького Шляху. Орай вибрали цю планету через те, що тут почалося повстання джаффа. Одне судно приземлилося в столиці, в той час як три інших корабля залишилися на орбіті планети. Бра'так привів три кораблі і спробував з SG-1 відбити планету, але кораблі Орай знищили кораблі Джаффа. Перед тим як корабель Бра'така розбився об щит корабля Орай, його й SG-1 телепортували на борт «Одіссея», який щойно вийшов з гіперпростору. Також з корабля Орай телепортували на борт «Одіссея» доктора Джексона і Валу, яких намагався вбити пріор. За наступний тиждень Орай окупували ще шість планет, включаючи дві цитаделі джаффа.

#### Подальше навернення
SG-1 розробили план як заблокувати Супербраму. Вони вирушили на «Одіссеї» в галактику Пегас в місто Древніх Атлантиду. У Пегасі вони скористалися звичайною Зоряною брамою біля чорної діри і відкрили браму в Чумацький Шлях, вказавши як адресу Супербраму в Чумацькому Шляху. Це заблокувало її, позбавивши Орай можливості відкривати Супербраму з рідної галактики. Активація Брами в галактиці Пегас викликала енергетичний стрибок і Супербрама у Чумацькому Шляху активувалися в режимі «прибуття», за якого початковий сплекст пристрою знищив крейсер Орай. Також в Атлантиді доктор Джексон і Вала знайшли адреси двох планет, які могли бути потенційним місцем розташування Санграаля Мерліна. При дослідженні бази даних Древніх в Атлантиді Джексон і Вала зустріли замаскованих під голограму вознесену Древню Фату Моргану (вона ж Ганос Лал), яка повідомила їм про те, що вона сховала Санграаль. Фата Моргана не встигла повідомити подробиць про зброю, оскільки інші вознесені Древні їй завадили.
Зазнаючи тяжких втрат, Нація Вільних джаффа під проводом нового лідера Се'така, вирішили скористатися установкою Древніх на Дакарі, щоб знищити Орай. Перша атака припала на планету, де жили близько 10000 чоловік і знаходився флагманський корабель Адрії. Коли корабельна команда загинула, Адрія вжила відповідних заходів: вона направила свій корабель на Дакару і знищила установку. Через це серед джаффа настав розбрат і вони відійшли від боротьби із загарбниками.
Зрештою, і SG-1 і Системний Лорд Ба'ал виявили місце, де Фата Моргана сховала Санграаль. Пройшовши всі випробування і потрапивши в печеру, де згідно з даними знаходився Санграаль, SG-1 перемістилися в притулок Мерліна, і виявили, що Фата Моргана знищила Санграаль, але залишила в живих Мерліна у стазисній камері, щоб він зміг створити другий. Мерлін погодився допомогти їм, але його тіло було занадто старим і він передав свої спогади і знання Деніелу Джексону. Деніел побудував дві фази пристрою, але Адрія знайшла SG-1, і взяла в полон Джексона, захопивши також незавершений пристрій. Адрія вважала, що повністю перетворила Деніела Джексона на пріора, але особистість Мерліна, перенесена в доктора, захистила його від повного обернення. Пізніше Джексон зміг зв'язатися з SG-1 і переконати їх і генерал-майора Джека О'нілла закрити Супербраму, щоб він міг відправити Санграаль в рідну галактику Орай. План спрацював, але після відправки Санграаля у ворожу галактику Брама Орай знову відкрилася, і в Чумацький Шлях потрапила ще одна ескадра Орай. Санграаль спрацював і всі Орай загинули, але їхня армія лишилася цілою та продовжида наступ під проводом Адрії.
Через деякий час SG-1 організували для Адрії пастку, але в їхні плани втрутився системний лорд Ба'ал, який викрав Адрію і захопив її тіло. За допомогою землян симбіонт Ба'ала був видалений, але перед цим він випустив у тіло Адрії смертельний токсин, який вбивав її, хоч Адрія змогла вознестися, уникнувши смерті.
Коли азгарди зрозуміли, що їм не вдасться запобігти прискореній генетичній деградації свого виду, вони вирішили вчинити масове самогубство і залишити всі свої технології та історичні записи землянам. Прототипи нової променевої зброї азгардів як один з прощальних подарунків були встановлені на «Одіссеї». Вона могла пробивати щити кораблів Орай першими же пострілом.

#### Падіння Орай
Хрестовий похід остаточно був зупинений активацією Ковчега Правди, увінчавшись перемогою людей Чумацького Шляху. Фата Моргана, прикидаючись Мерліном, спрямувала доктора Джексона за допомогою видінь на пошуки Ковчега Правди, пристрою Древніх, який міг переконати в істині. SG-1 відправилися на руїни Дакари на пошуки пристрою. Там їх перехопив Томін зі своїм загоном. SG-1 переконали його в тому, що Орай не боги, убивши пріора. Томін наштовхнув SG-1 на думку, що Ковчег Правди швидше за все знаходиться в рідній галактиці Орай і вони вирушили через Супе-браму в галактику Орай в місце, відоме як Ортус Маллум — селище альтернаів. Там вони і знайшли Ковчег, але їх полонили солдати Орай.
Тим часом, деякі структури в уряді США вирішили застосувати запасну зброю проти послідовників Орай на випадок якщо активувати Ковчег не вийде. Їхній агент на борту корабля використовував комп'ютер азгардів щоб зібрати самовідтворюваних роботів реплікаторів, які потім втекли і почали створювати собі подібних з обшивки корабля. Полковнику Мітчеллу вдалося знищити реплікаторів перш ніж вони зуміли захопити корабель.
Бранців доставили в столицю на Селестіс, де вони дізналися, що Орай дійсно загинули, але Адрія зайняла їхнє місце і стала єдиним споживачем всієї даваної вірою людей сили. Хрестовий похід =закінчився, коли Деніел, Вала і Тіл'к активували Ковчег Правди, чим змусили послідовників Орай в галактиці Селестіс повірити, що Орай не боги і цим позбавити Адрію джерела сили. В цей же час Фата Моргана зрівнялася з Адрією у силі і змогла вступити у вічну сутичку з нею. SG-1 забрали Ковчег у Чумацький Шлях, де він був використаний для того, щоб відкрити правду про Орай всім пріорам, які перебували там.
Із закінченням війни війська Орай повернулися в свою рідну галактику під проводом Томіна.

## Фізіологія

### До Вознесіння
Древні розвивалися як біологічний вид за багато мільйонів років до того, як в Чумацькому Шляху зародилася відоме розумне життя. Їхній ментальний і фізичний розвиток досягли вищого рівня, коли в їхньому суспільстві відбулося ідеологічний поділ на раціоналістів і релігійних фанатиків.
До вознесіння і альтерани і Орай нагадували сучасних людей. Єдиним розходженням був високорозвинений інтелект і здібності мозку. Альтерани були на порозі Вознесіння і тому оволоділи майже всім спектром можливостей свого мозку: телекінез, пірокінез, телепатія, передбачення, зцілення і багато інших ментальні здібності, недоступних (принаймні поки що) для другої еволюції людей.
Здібності Орай демонструються Адрією (Орісай), пріорами Орай і втіленням цих істот у тілесній людській формі. Адрія володіла такими здібностями свого мозку як телекінез, здатність зцілювати рани і навіть воскрешати недавно померлих. Також Адрія володіла багатьма знаннями Орай, хоча не всіма, позаяк людський мозок не може вмістити всі знання Орай.

### Після Вознесіння
Після того, як альтерани покинули Селестіс, Орай продовжили жити, називаючи себе богами. Їхня еволюція тривала доти поки вони не досягли останньої фази — Вознесіння. Після вознесіння Орай стали енергетичними істотами. Зовні вони, на відміну від Древніх, які поставали у вигляді згустку білого світла, поставали у вигляді полум'я, оскільки воно було їхнім символом. Перейшовши на вищий рівень буття Орай отримали майже божественні сили і величезні знання про Всесвіт, чим користувалися в своїх цілях. Після вознесіння Орай помітили, що чим більше людей в них вірять, тим більше у них енергії і з тих пір Орай використовують свої знання і здібності з однією метою — примноження своїх сил.
На відміну від Древніх, які не втручалися у справи смертного рівня буття, Орай безпосередньо управляли другою еволюцією людей, поширюючи релігію, звану «Походженням». На кожній планеті містився передавач енергії, який збирав давану під час шестигодинного поклоніння енергію Орай. Енергія розподілялася порівну між усіма вознесеними Орай.

## Культура та релігія

### Культура
Небагато відомо про культуру Орай до вознесіння, хоча існує безліч їхніх смертних послідовників. Люди, створені Орай, живуть в аграрному суспільстві на досить низькому рівні розвитку технологій; мабуть, це запобіжний засіб Орай, прийнятий для того, щоб не допустити становлення їх послідовників як загрози їх силі (схоже на тактику рейфів і ґоа'улдів, які знищували будь-які розвинуті цивілізації, здатні стати загрозою).
Людські послідовники живуть в межах сіл, якими управляють адміністратори. Адміністратори мають дуже широкі повноваження у межах сільської адміністрації, типу жертвоприношень єретиків.

### «Походження» (Ortus)
«Походження» — релігія, створена Орай після їх Вознесіння, яку проповідують пріори всім людям-послідовникам. «Походження» стверджує, що Орай — творці всього життя у Всесвіті, і їхня воля і слово записані в священному тексті, Книзі «Походження».
Головною обіцянкою Орай було виведення неосвічених на шлях істинний із темряви, і в кінцевому підсумку Вознесіння. Заяви пріорів, взяті з Книги Походження, говорять про те, що Орай поділяться знаннями про Всесвіт з тими, хто слідує за ними. Ті ж, хто відмовляться прийняти «Походження», мають бути знищені, оскільки вони в такому разі — зло.
Пізніше Орлін розповів землянам, що всі обіцянки Орай — брехня. Поклоніння і віра в Орай надавала вознесеним Орай сили. Це причина того, чому самі Древні створили політику невтручання в «смертний світ». Справжня мета «Походження» — це накопичення енергії людей для того, щоб Орай стали досить сильними і змогли знищити вознесених Древніх.
Самі Орай не вагаючись демонструють свої здібності і божественність послідовникам. Багаторазово повторювалася думка, що Орай не вимагають сліпої віри, а підкріпленої впевненістю в реальності богів через демонстрацію чудес.
Символіка «Походження» базувалася на вогні, який приносить тепло, світло і енергію. Цікаво, що на Землі і, можливо, інших планетах Чумацького Шляху, вогонь асоціюється з Пеклом, Дияволом і різними демонами. Це наштовхнуло Деніела Джексона на думку про те, що, можливо, Древні зробили вогонь символом зла, коли Орай стали їхніми ворогами.

### Паралелі з реальними релігіями
Багато цитат з «Книги Походження» мають схожість зі священними текстами тхеравади і католицизму, а також синкретичними езотеричними вченнями. Зокрема, вівтарі поклоніння, що представляють собою трансформатори біоенергії і відповідно символ релігії Орай, у вигляді якого вони виконані, являють собою відомий езотеричний символ, який проповідується багатьма сучасними езотериками і бере свою популярність, імовірно, в Теософічному Товаристві О. П. Блаватської. А основні принципи і легенди є калькою з учень деяких буддистських шкіл. В той же час, в стилістиці релігійних будівель та одягу пріорів і служителів є явне відсилання до католицизму і, зокрема, до ордена домініканців і підвідомчій їм інквізиції. Саме звання «пріор» в реальності позначає голову абатства.

## Послідовники Орай

### Пріори
Пріори — штучно вдосконалені шляхом генетичних маніпуляцій люди. Посланці Орай і вчителі «Походження», пріори керуються «Книгою Походження», часто приносячи з собою екземпляр книги, щоб віддати її тому народу, який вони збираються навернути. Їх можна відрізнити за блідою шкірлю, релігійними символам на обличчі і одязі, прикрасами з символами «Походження».
На їхню думку, Орай наділили їх знаннями про Всесвіт, щоб нести слова Орай в куточки Всесвіту. Фізіологічно Орай наділили пріорів величезними ментальними здібностями — такими, як телекінез, телепатія, зцілення, і навіть воскресіння недавно померлих. Посох, який вони завжди носять із собою, світиться, коли пріори використовують свої здібності і технології, що наштовхує на думку про те, що їм потрібна технологічна допомога в деяких здібностях.
Пріорами стають з волі Орай. Як правило перетворюють тільки найвідданіших послідовників Орай. Процес перетворення відбувається в обителі Орай на Селестісі, де вони дивляться на Полум'я Просвітлення, місце, де покояться Орай (по суті Полум'я Просвітлення — це і є самі Орай). Якщо фізична подорож в Селестіс неможлива, то інший пріор може перемістити свідомість в місто, без переміщення тіла. Якщо пріор не досяг успіху у виконанні своєї місії, то він повинен покінчити з собою шляхом самозаймання. Вони не бояться спалювати себе, вважаючи, що після цього вознесуться.
Як і інша частина послідовників «Походження», пріори не знають про те, що Орай не боги і що вони не підносять своїх послідовників. Однак вони непохитно вірять у вчення Книги «Походження» — і переконати їх у тому, що Орай їх обманюють, дуже непросто. Єдина відома успішна спроба такого переконання в масовому масштабі була здійснена за допомогою Ковчега Істини. Пріори пов'язані один з одним, що дозволило всім дізнатися правду про Орай від Досая, коли той глянув у відкритий Ковчег Істини.

### Досай
«Досай. Той, хто говорить від імені Орай»
Досай (англ. Doci) представляє Орай в галактиці Селестіс і керує пріорами. Латинське слово docere позначає «вчитися». Досай є також лідером пріорів і провідником між Орай і людьми. Технологічно він також генетично модифікована людина, як і пріори. Досай є титулом, що позначає верховного пріора. При цьому аналогічно традиції ламаїзму і синто він позбавляється власного імені.
Коли Орай бажають розмовляти через Досая, вони шляхом енергетичного потоку беруть над ним контроль (це виглядає як пучок вогню). При цьому очі Досая стають палаючими і змінюється інтонація голосу. Досай перший раз з'явився в епізоді «Походження», де перебував у Селестісі перед Полум'ям Просвітлення (англ. Flame of Enlightenment).

### Орісай
Орісай — титул, присвоєний Адрії, дочці Вали Мал Доран і Орай. Орісай є головнокомандувачем священної армії Орай.
Адрія була зачата самими Орай, які запліднили Валу і після деяких генетичних змін дитина отримала знання Орай, хоча і не всі, оскільки  людський мозок, навіть на рівні розвитку безпосередньо перед Вознесінням, не може вмістити таку кількість інформації, яка доступна вознесеним. Також Адрія володіла такими здібностями як телекінез, телепатія, зцілення і воскресіння недавно померлих.
Як головнокомандувач армії Орай Адрія подорожувала на кораблях Орай на планети, які повинні були бути навернені в «Походження». В обов'язки Адрії входило виголошувати промови перед тими, хто буде звернений. Як і Пріори і Досай, Адрія вважала, що Орай боги, але після того, як Ба'ал намагався заволодіти її тілом, а потім отруїв, вона вознеслася і дізналася правду про Орай. Позаяк всі вони загинули, Адрія отримала всю силу і стала найсильнішою і єдиною Орай. На даний момент Адрія знаходиться у вічній битві з Фата Морганою.

### Воїни Орай
Армія Орай — армія з послідовників Орай, яка була зібрана для вторгнення в галактику Чумацького Шляху. Вона складається з людських послідовників Орай, набраних на планетах, підпорядкованих Орай. Солдати є побожними, беззаперечно віруючими в «Походження» і божественність Орай.
Солдати Орай озброєні енергетичними посохами. Захистом солдатам служать сріблясті обладунки. Офіцери армії озброєні також електрошоковою зброєю, яка носиться на зап'ясті. Офіцери підкоряються пріорам, які віддають накази і виконують в армії обов'язки генералів і на цій підставі мають повну владу в армії. Пріори підкоряються головнокомандувачу армії Орай — Орісай Адрії.
Флот Орай постійно взаємодіє з наземними військами, так великі кораблі надають вогневу підтримку, а винищувальні ескадрильї займаються розвідкою місцевості, безпосереднім прикриттям наземних військ, а також транспортуванням транспортних кілець для більш швидкого десантування та розгортання наземних військ.
Армія Орай відмінно навчена, офіцери добре знайомі з тактикою і стратегією, часто влаштовують засідки і здійснюють обхідні маневри. Якщо не очікується сильного опору, то проводяться масові загальновійськові операції. Під час битв із загонами SG солдати Орай намагаються швидко знайти укриття і вести вогонь, не потрапляючи під кулі землян (чия зброя досить легко пробиває їхні обладунки, очевидно розраховані лише на протидію енергетичній зброї).

## Технології
Орай — одна з найбільш технологічно розвинених рас в чотирьох відомих галактиках. Їхні технології створені з використанням знань вознесених. Послідовники Орай використовували всі технологічні пристрої з однією лише метою — навернення в «Походження». Через складність пристроїв і принципів роботи цих технологій, багато хто вважав їх «божественним промислом».
Технології Орай мають дуже багато спільного з технологіями Древніх: так, наприклад, для управління бойовим кораблем використовувалося контрольне крісло з невральним інтерфейсом, яке підпорядковувалося пріорам Орай, на зразок контрольного крісла Древніх. На кораблях і планетах використовуються кільцеві транспортери, але вони стилізовані під релігію Орай: кільця білі і світяться на внутрішній стороні. Енергетичні щити Орай, як корабельні так і персональні (ними володіли Адрія і Досай), були практично непробивними за рахунок використання в їх створенні знань вознесених. Зброя, що використовується кораблями Орай, є одним з найпотужніших зразків енергетичної зброї з усіх відомих, здатне з одного пострілу знищити ха'так ґоа'улдів. Зброя солдатів армії Орай мала два різновиди: основну, посох, який стріляв згустками енергії, які навіть при ковзному пораненні завдавали серйозних ушкоджень, і оглушуючу, яка тільки оглушала жертву, не вбиваючи її, хоча кілька пострілів могли і вбити.
Орай змогли створити Супербраму та імовірно власну мережу Зоряних брам, на що вказують фрески. Також Орай використовували мікробіологічну зброю проти жителів тих світів, які відмовлялися прийняти «Походження». Цей вірус був дуже схожий з чумою, яка майже винищила Древніх Чумацького Шляху приблизно 10 мільйонів років тому, також нагадуючи земний менінгіт. Після винаходу землянами антивіруса до цього захворювання, пріори почали поширювати на планетах комах, які пожирали врожай, а потім могли пристосуватися до поїдання плоті. Так само пріор в покарання піддав опроміненню одного з «відступників Джаффа» тим самим перетворивши його на «зомбі» який винищив свій клан. Поділившись технологіями зі створення супутника, пріор розв'язав війну між двома протиборчими державами які перебували в стані «холодної війни».